# (38384) 1999 RX180
1999 RX180 (asteroide 38384) é um asteroide da cintura principal. Possui uma excentricidade de 0.10435000 e uma inclinação de 3.10208º.
Este asteroide foi descoberto no dia 9 de setembro de 1999 por LINEAR em Socorro.